# Gérard de Piolenc
Gérard Marc Joseph Marie de Piolenc (ur. 30 listopada 1908 w Nazelles-Négron, zm. 2 sierpnia 1979 w West Haven) – francuski żeglarz, olimpijczyk.
Na regatach rozegranych podczas Letnich Igrzysk Olimpijskich 1936 wystąpił w klasie 6 metrów zajmując 10. pozycję. Załogę jachtu Qu'Importe tworzyli również Jean Peytel, Jacques Rambaud, Yves Baudrier i Claude Desouches.